# Герберт Гарт
Ге́рберт Гарт (англ. Herbert Lionel Adolphus Hart; 18 липня 1907 — 19 грудня 1992) — англійський філософ і теоретик права, завідувач кафедри юриспруденції Оксфордського університету. Вважався одним з найбільш відомих представників аналітичної теорії права і юридичного позитивізму. Найбільш відома робота Г. Гарта — The Concept of Law (1961).
Г. Гарт походив з сім'ї єврейського кравця. Освіту здобув у Бредфордській гімназії і коледжах Челтенхема і Оксфорда, в яких вивчав філософію, давню історію і теорію права. З 1932 по 1940 роки працював адвокатом, в роки Другої світової війни служив у британській контррозвідці MI5. Після демобілізації не повернувся до юридичної практики, а почав викладати філософію в Оксфорді, отримавши в 1952 році звання професора і тоді ж почав роботу над своєю головною працею The Concept of Law, яка була опублікована тільки в 1961 році. У 1952—1973 роках викладав в Університетському коледжі, потім, до своєї відставки в 1978 році, — у Брайсеноуском коледжі. На рубежі 1950-х — 1960-х як запрошений професор викладав філософію в декількох університетах США. З 1959 по 1960 роки був президентом Арістотелівського товариства. За свій внесок у філософію права був нагороджений почесними професорськими ступенями від 12 університетів світу.

## Погляди на право
Герберт Гарт вказував на ряд серйозних недоліків теорії Остіна — права як наказів, підкріплених погрозами.
По-перше, така модель має найбільше подібності з кримінальним законодавством. Кримінальний кодекс пред'являє до нас певні вимоги, забороняє деяку поведінку під загрозою покарання. Страх перед покараннями змушує нас підкорятися вимогам кримінального законодавства. Але навіть кримінальне законодавство не вкладається в рамки теорії команд, підкріплених погрозами. Такі команди віддаються іншим. Але кримінальне законодавство застосовується і до тих, хто його прийняв, накладає обов'язки і на самих законодавців.
По-друге, є інші галузі права, де аналогія з наказами і погрозами абсолютно не працює. Наприклад, закони, що регулюють укладення шлюбів, складання заповітів, підписання контрактів. Ці закони нікого ні до чого не примушують. Вони не загрожують ніякими покараннями. Вони не змушують нікого одружуватися або писати заповіти. Навпаки, вони дають людям права і забезпечують засобами для реалізації їх бажань, створюючи для цього особливі процедури. Ці закони не кажуть: «Роби так, або будеш покараний», вони кажуть: «Якщо хочеш щось, роби так-то».
По-третє, за своїм походженням деякі закони не були свідомо проголошені (як це відбувається у випадку з наказом), але виникли на основі звичаю.
І, по-четверте, командна теорія Остіна або спотворює, або не може пояснити дві фундаментальні особливості правових систем, а саме: "спадкоємність законодавчої влади та збереження законів протягом довгого часу після того, як законодавець і ті, хто зазвичай йому підпорядковувався, відійшли в інший світ ". Гарт вважав, що ми не побоюємося беззаконня і хаосу при кожній зміні правителя, тому що у всіх суспільствах, навіть в абсолютних монархіях, є правила, які забезпечують спадкоємність законодавчої влади. Наприклад, у Київській Русі існувало правило про те, що сувереном є старший з нині живих чоловіків-членів роду Рюриковичів. У сучасних демократичних державах це складні правила, що регулюють обрання президента і членів парламенту.
Філософсько-правова теорія Гарта одна з найбільш впливових концепцій сучасного позитивізму, що підкреслює, що теоретична юриспруденція не може обмежитися аналізом категоріального апарату правової науки, а повинна звертатися до вивчення мови права, використовуваного в повсякденному юридичної практики.

## Список використанної літератури
- Nicola L. A Life of H. L. A. Hart: The Nightmare and the Noble Dream. — Oxford University Press, 2004;
- Urbina S. Which positivism? // Wiesbaden, Fur Rechts-u. Sozialphilosophie, 1994. Bd 80. № 3.
- Гарт Х. Л. А. Концепція права. — К.: Сфера, 1998.
- Туманов В. А. Неопозитивизм в буржуазной теории права. — С. 81.